# Biuletyn Informacji Publicznej

Logo BIP

Biuletyn Informacji Publicznej, BIP – ujednolicony system stron internetowych, stworzony w celu powszechnego udostępniania informacji publicznej. Dla osób zainteresowanych funkcjonowaniem konkretnej instytucji publicznej. Wejście na stronę BIP danego podmiotu jest często optymalnym sposobem zdobycia informacji służącej do załatwienia określonej sprawy.

## Regulacje prawne
Zasady publikacji informacji w BIP regulują:
- Ustawa o dostępie do informacji publicznej z dnia 6 września 2001 r. (Dz.U. z 2022 r. poz. 902)
- Rozporządzenie Ministra Spraw Wewnętrznych i Administracji z dnia 18 stycznia 2007 r. w sprawie Biuletynu Informacji Publicznej (Dz.U. z 2007 r. nr 10, poz. 68), zastępujące rozporządzenie z dnia 17 maja 2002 r.
- Rozporządzenie Rady Ministrów z dnia 21 maja 2024 r. w sprawie Krajowych Ram Interoperacyjności, minimalnych wymagań dla rejestrów publicznych i wymiany informacji w postaci elektronicznej oraz minimalnych wymagań dla systemów teleinformatycznych (Dz.U. z 2024 r. poz. 773).

Do stworzenia strony podmiotowej BIP zobowiązane zostały m.in.:
- organy władzy publicznej
- jednostki samorządu terytorialnego
- organy samorządów gospodarczych i zawodowych
- związki zawodowe i ich organizacje
- partie polityczne

oraz wiele innych instytucji państwowych lub podmiotów wykonujących zadania publiczne.
Ustawa wprowadza obowiązek publikowania ustawowo określonego rodzaju informacji. Ich zakres stopniowo się rozszerzał wraz z wejściem w życie kolejnych artykułów ustawy. Od 1 lipca 2003 roku na stronach internetowych BIP powinny się m.in. znaleźć takie informacje o danym podmiocie jak:
- status prawny lub forma prawna
- organizacja
- przedmiot działania i kompetencje
- organy i osoby sprawujące funkcje i ich kompetencje
- majątek, którym dysponuje
- tryb działania
- sposoby przyjmowania i załatwiania spraw
- informacja o prowadzonych rejestrach, ewidencjach i archiwach oraz o sposobach i zasadach udostępniania danych w nich zawartych.

## Strona Główna Biuletynu Informacji Publicznej
Strona Główna Biuletynu Informacji Publicznej (SGBIP) zawiera informacje na temat podmiotów zobowiązanych do prowadzenia swoich stron BIP. Składa się z witryn WWW, na których podmioty publiczne oraz inne podmioty wykonujące zadania publiczne, udostępniają informacje wymagane przez polskie prawo. Głównym zadaniem strony głównej BIP, jest udostępnienie:
- adresów stron BIP podmiotów zobowiązanych do prowadzenia Biuletynu Informacji Publicznej,
- podstawowych danych teleadresowych tych podmiotów oraz informacji o redaktorach stron podmiotowych BIP[1].

Od 29.03.2021 r. Biuletyn Informacji Publicznej ma nowy adres strony internetowej https://www.gov.pl/bip, wcześniej https://www.bip.gov.pl.